# OCEAN SPIRAL
OCEAN SPIRAL（オーシャンスパイラル）は、清水建設によって2014年に構想された深海未来都市構想である。

## 概要
海面からおよそ3000～4000mの深さまで螺旋状の構造体を延ばし、大気・海面・深海・海底を垂直に統合することで、深海（水深200m以下の領域）の資源やエネルギーを最大限に活用しようとする構想である。
構造体は、海面近くに位置する人間が居住するための直径500mの球体「ブルー・ガーデン」、水深3000m程の場所に位置し海底資源の開発を行うリング状構造物「アース・ファクトリー」、ブルー・ガーデンとアース・ファクトリーを繋ぎ、人・水・資源の輸送などに使用する螺旋状構造物「インフラ・スパイラル」の3層で構成される計画である。構造物は浮き上がらないように無数のアンカーボルトで海底に固定され、建設のしやすい深海平原やコンチネンタルライズを想定立地としている。
2014年に構想された時点では、建設費3兆円・建設期間5年で2030年～50年には実現可能であり、2030年までに必要な技術を確立することを目指して産学連携プロジェクトや企業連携プロジェクトによる技術革新に取り組むとしていたが、2024年現在建設に向けての動きは見られていない。

## 構造

### ブルー・ガーデン
主に人が活動するエリアとして使用される、海面に浮かぶ直径500mの球体。OCEAN SPIRALのベースキャンプとなる。内部中央の75層のタワー構造物には、ホテルや商業・コンベンション、住居、研究・実験施設などが入り、最大5000人を収容可能である。また、ここを拠点として深海の観光ツアーや深海体験型教育、高酸素濃度の深海健康法など、深海という環境を利用した新しいライフスタイルの提供も計画に組み込まれている。

### インフラ・スパイラル
直径600mの円弧を描く、全長15kmにわたる螺旋状構造物。内部は中空になっており、人・電気・水・酸素や海底の鉱物資源・生物資源などを供給・運搬する。また、海水温度差発電施設や、海洋深層水を利用した魚介類の養殖施設、海水淡水化設備、深海モニタリング施設、深海探査船の補給基地なども組み込む計画である。単純なタワー型ではなくスパイラル構造を採用したのは、輸送量の最大化のためであるとされている。

### アース・ファクトリー
外径1500mのリング状の構造物で、資源開発工場としての役割を担う。工場内では、海底メタン生成菌を利用して、地上で排出された二酸化炭素をメタンガスに転換したり、レアメタルやレアアースなどの資源を持続的に開発する。

## 深海のポテンシャル
清水建設は、深海という場所をターゲットとした理由について、「食糧」「エネルギー」「水」「CO2」「資源」という、人類が直面する5つの課題を解決するポテンシャルがあるためである、としている。
食糧
冷たく栄養分が豊かな大量の深層水を利用して、養殖池の温度と栄養分を自由に調整することができるようになり、沖合養殖漁業の拡充が可能になる。
エネルギー
太陽により暖められた海洋表面の水と深海（約1000m）の冷たい水の温度差を利用し、熱機関を動かして発電する（海洋温度差発電）ことで、エネルギーの自給自足を達成する。
水
深海の水圧と清浄性を活用した逆浸透膜式淡水化処理によって、海水の淡水化を行い、水の自給自足を達成する。
CO2
海底微生物を用いることで、CO2からメタンを製造し、CO2を「削減」から「利用」することが可能になる。
資源
資源の宝庫とも言える熱水噴出孔を人工的に作り、鉱物資源を「採る」だけでなく「育てる」ことができる持続可能な鉱物資源開発を行う。

## 課題
本プロジェクトを指揮するプロジェクトリーダーによれば、エネルギーや資源の部分はまだ研究が必要であるが、建設するための技術自体は一定の実現性が見えてきているという。構造物の材料となるコンクリートは厚さを増せば深海の水圧にも耐えられ、鉄筋の代用となる樹脂筋も鉄や空気のない水中では錆びないため、雨・風・紫外線がなく寒暖差も少ない深海はむしろ建築物にとって理想的な環境であるともいえる、とも述べている。